# Chinese Temples Committee
Chinese Temples Committee is een overheidsinstelling van Hongkong die Chinese tempels, taoïstische tempels en boeddhistische tempels beheert. Zij hebben vierentwintig tempels onder hun hoede en negentien tempels waarvan het beheer gedelegeerd is naar andere organisaties.
Het hoofd van Home Affairs Bureau is de voorzitter van dit comité. Het comité bestaat verder onder andere uit de voorzitter van Tung Wah Group of Hospitals.